# 米兰迪利亚
米兰迪利亚，是西班牙埃斯特雷马杜拉巴达霍斯省的一个市镇。总面积42平方公里，总人口1339人（2001年），人口密度32人/平方公里。